# Fumuj
Fumuj est un groupe d'electro, rock et hip-hop français, originaire de Tours. Formé en 2003, le groupe se sépare en 2014.

## Biographie
Fumuj, groupe formé en 2003, est initialement un trio basse, batterie et guitare tourangeau avec Frédéric, Romain et Julien. Avec cette formation, ils sortent un premier album en 2005 (Monstrueuse normalité), et font de nombreuses dates en France. Ce premier album est plutôt axé dub et électro. Mathieu (clavier) intègre le groupe par la suite afin de faciliter leur travail sur scène.
Ils sortent plusieurs maxi Fuck téléchargeable gratuitement sur internet avant de s'attaquer à leur deuxième album, The Robot and the Chinese Shrimp. Ce deuxième album sort chez Jarring Effects en 2008 et a une touche plus hip-hop que le précédent. Pierre Scarland (alias Miscellaneous) les rejoint au chant pour 5 titres rappés, intègre le groupe et fait la tournée par la suite. Ils sortent leur troisième album, Drop a Three, en 2010 chez le label de Strasbourg (dirty 8/clean 8) et celui-ci a une sonorité plus rock et les chansons sont plus courtes et efficaces,,,. Julien, le guitariste quitte le groupe pour revenir sur sa carrière initiale d'infographiste et Daron (Spicy Box) le remplace. Avec l'Astrolabe (une salle de musiques actuelles à Orléans), Fumuj met en place un spectacle adapté aux sourds et malentendants grâce à de dispositifs sensoriels, la somesthésie notamment et entame une nouvelle tournée.
Le groupe décide de se séparer en septembre 2014, après un dernier concert à Bourges.

## Membres
- Fred Guillon - ligne de basse
- Romain Pasquier - batterie, machines
- Daron - guitare, effets
- Matthieu Burgot - claviers, ou aussi sur des machines
- Pierre « MC Miscellaneous » Scarland - chant axé hip-hop

## Galerie

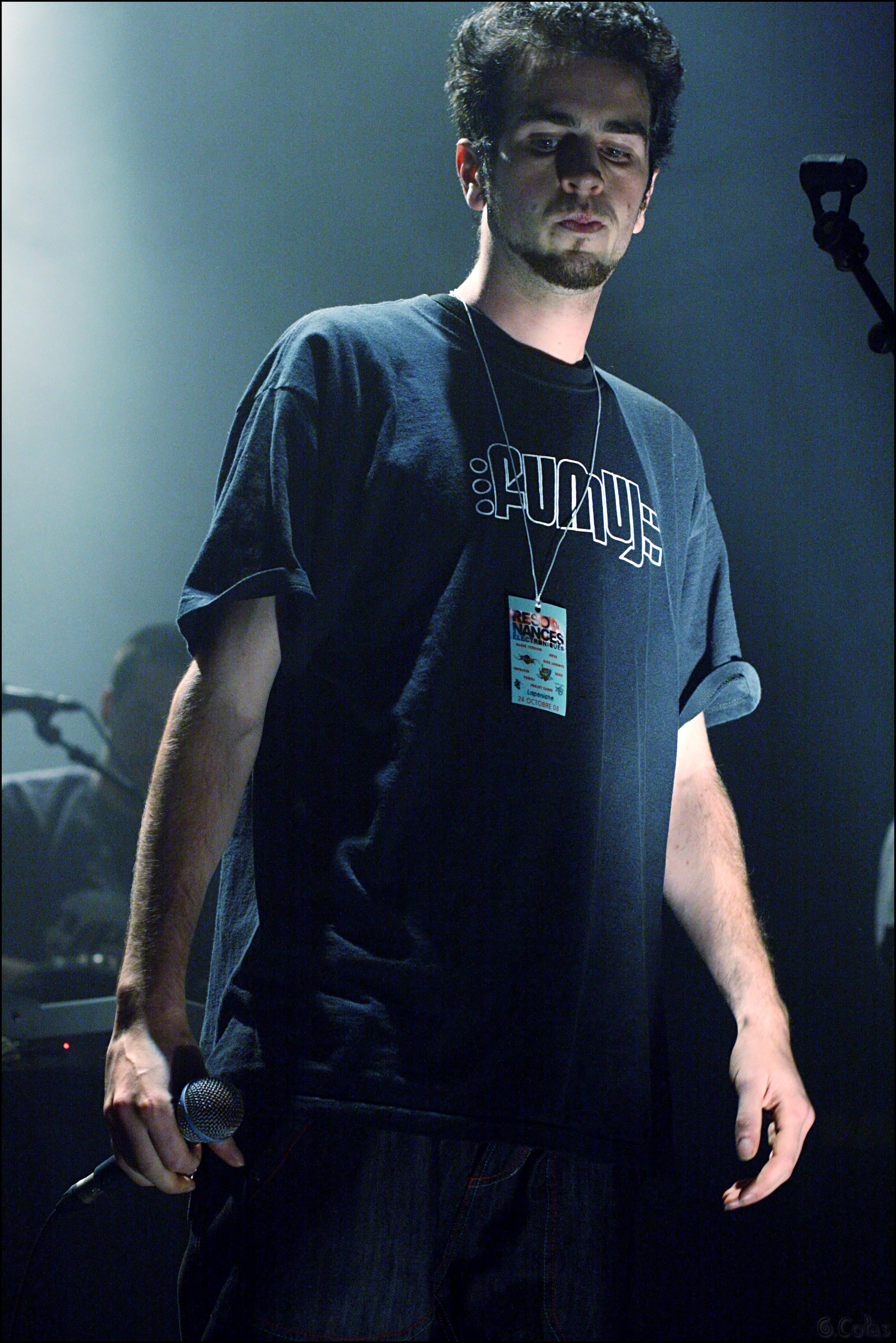
Pierre.
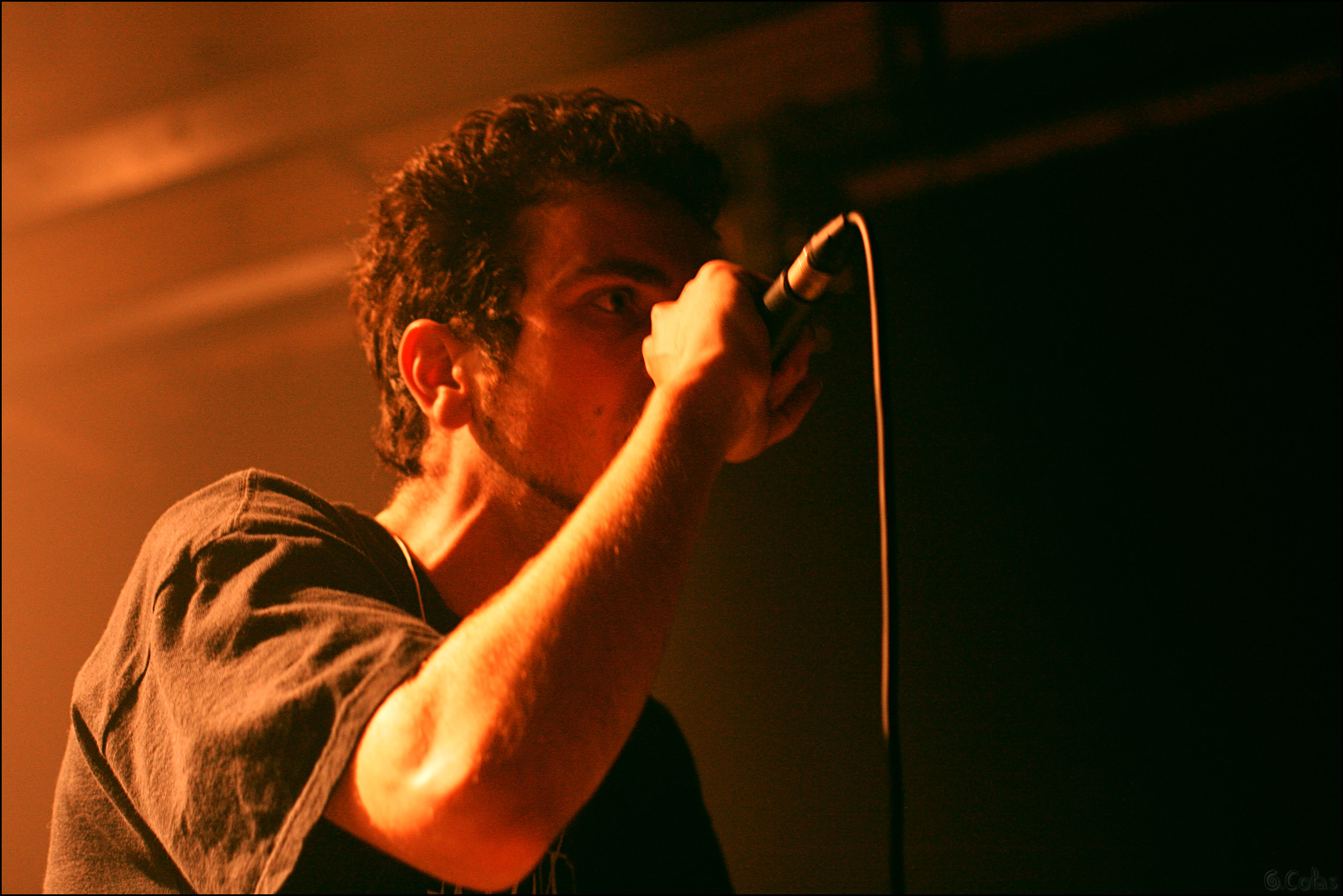
Pierre.
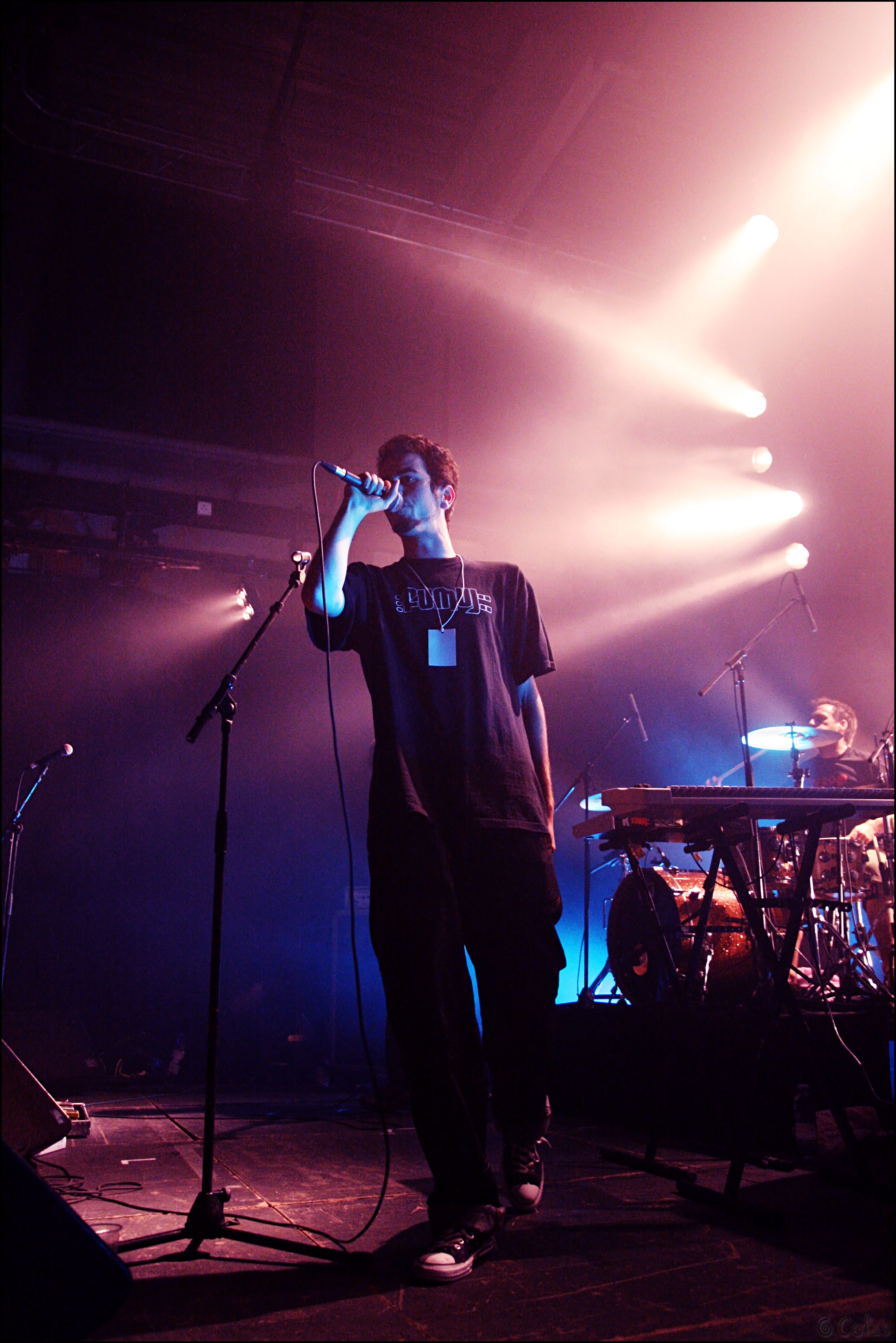
Pierre.
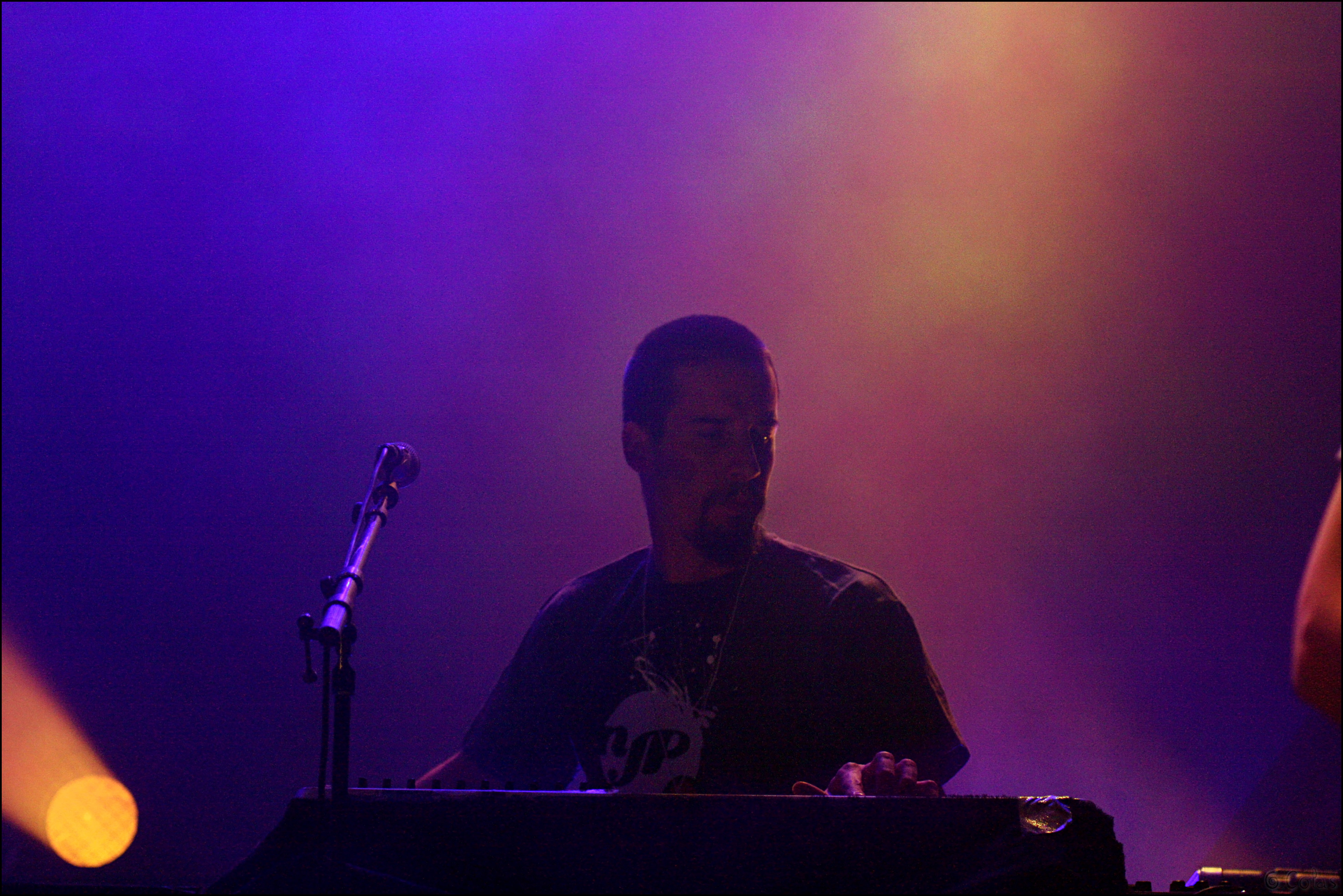
Matthieu.
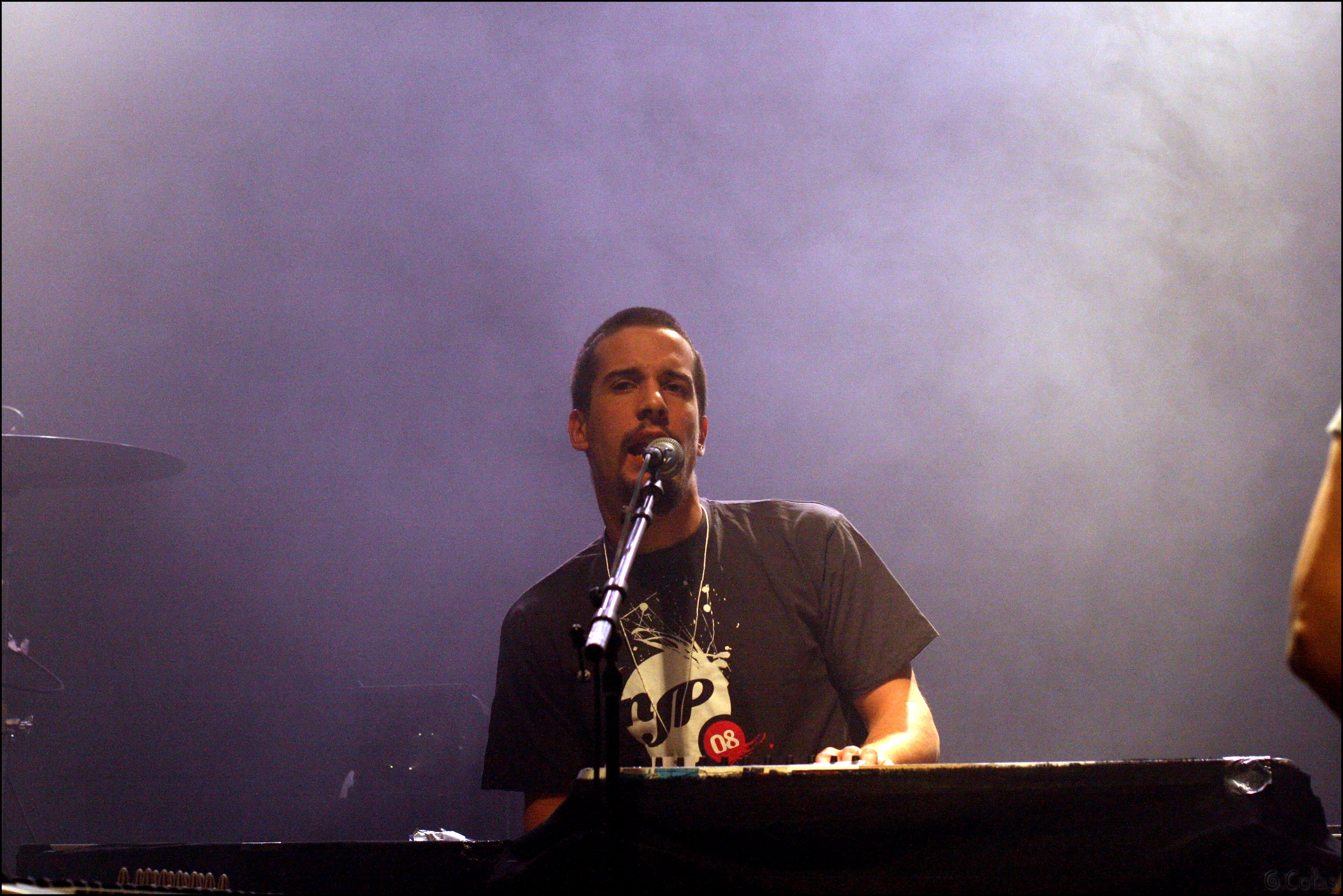
Matthieu.
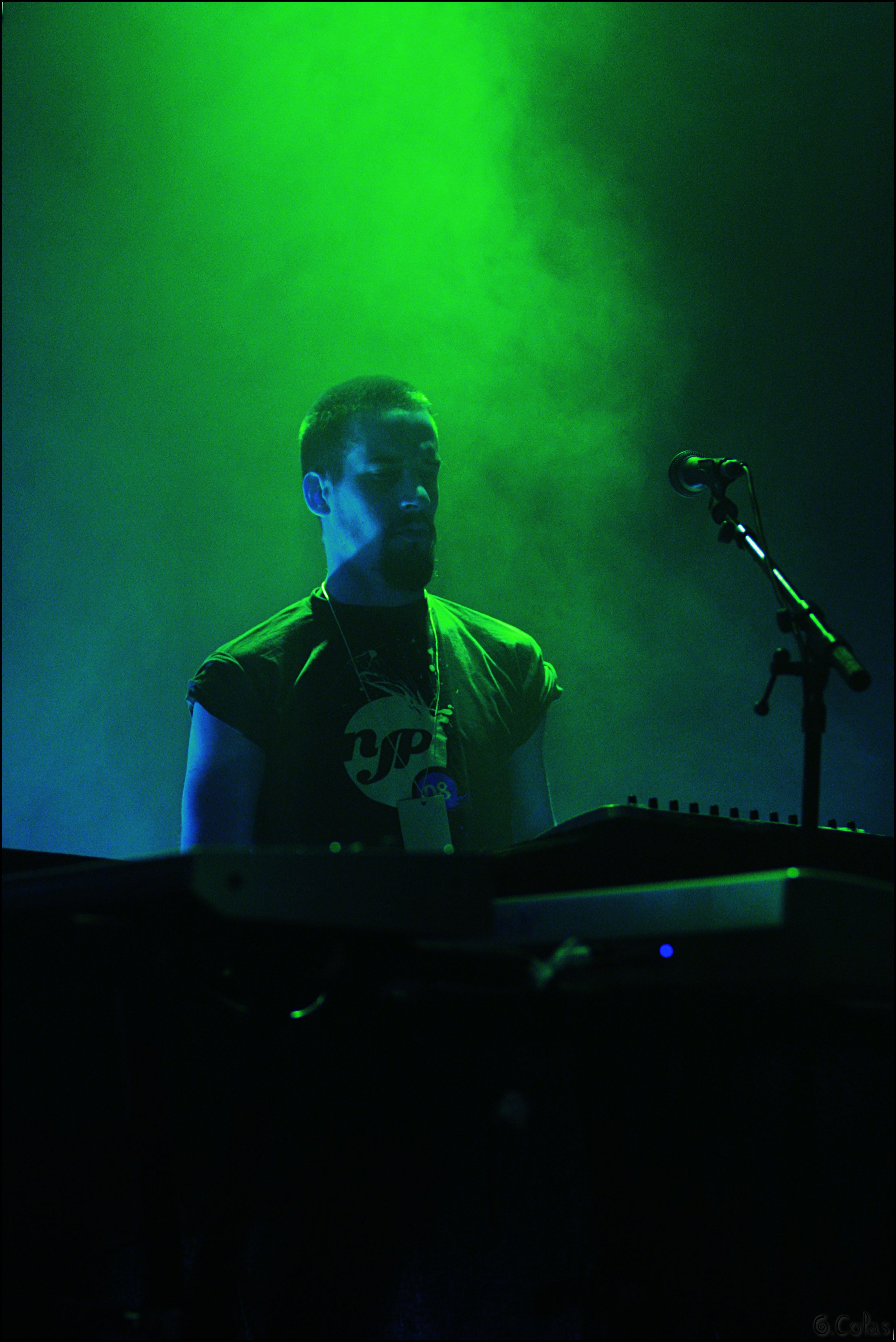
Matthieu.
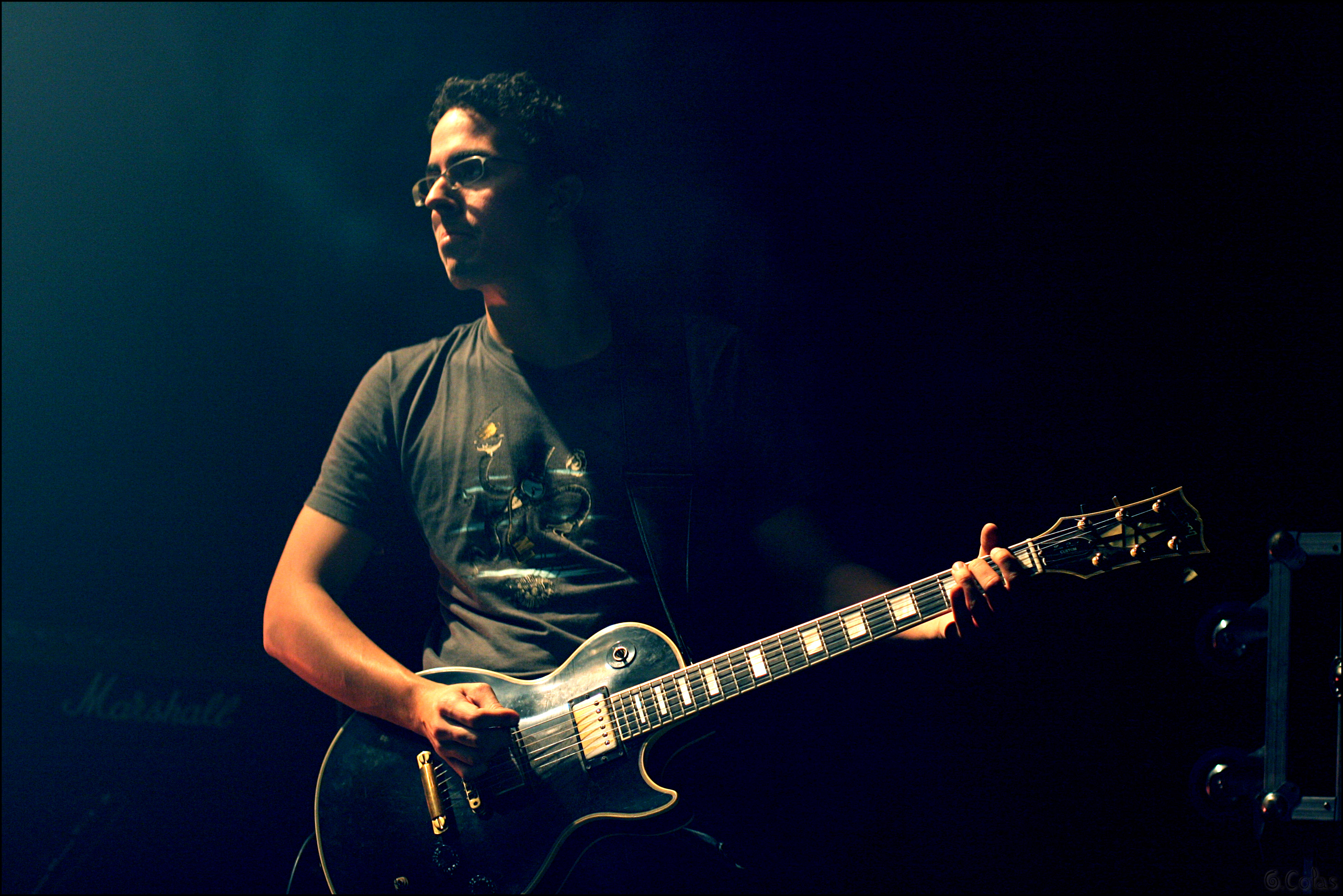
Julien.
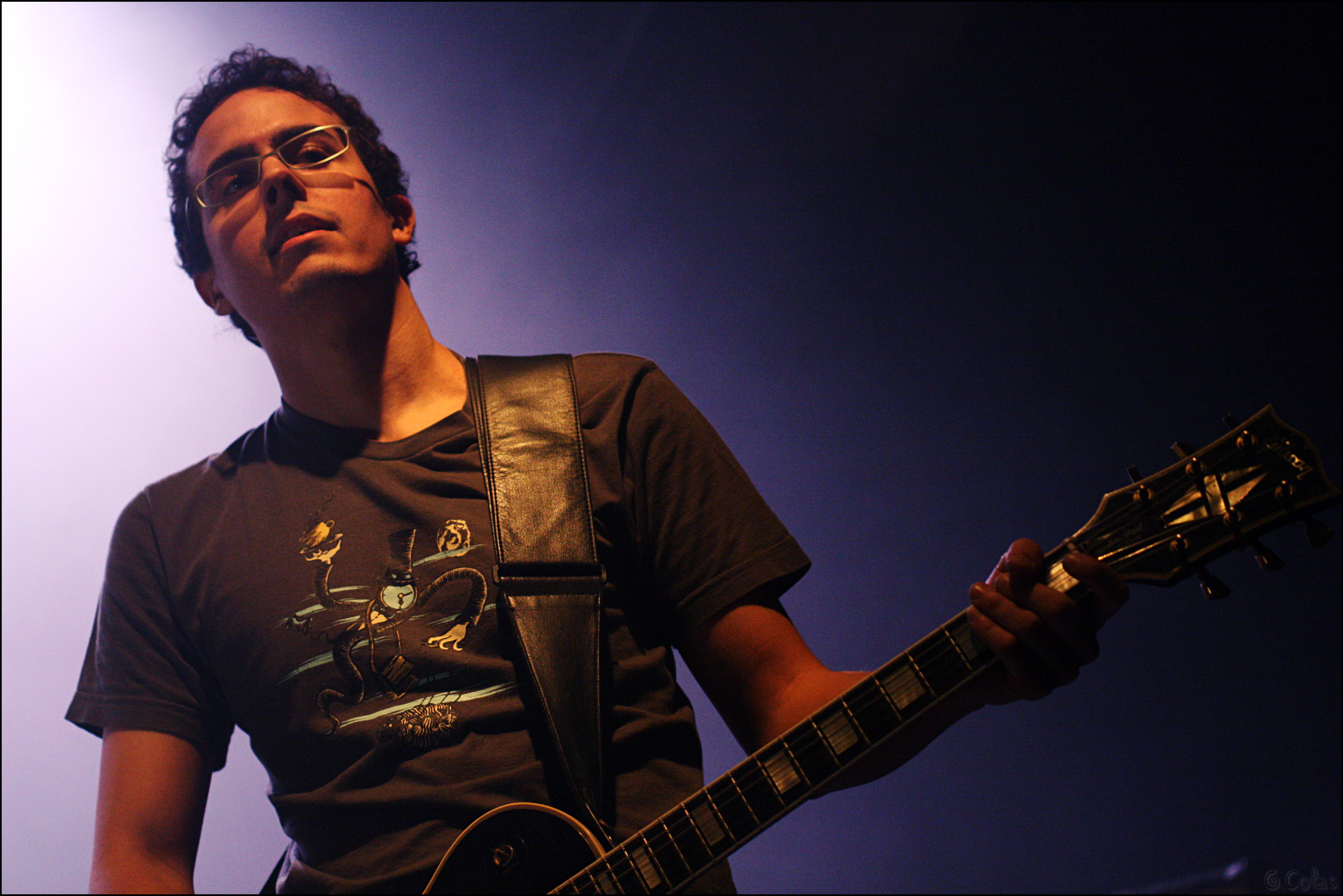
Julien.
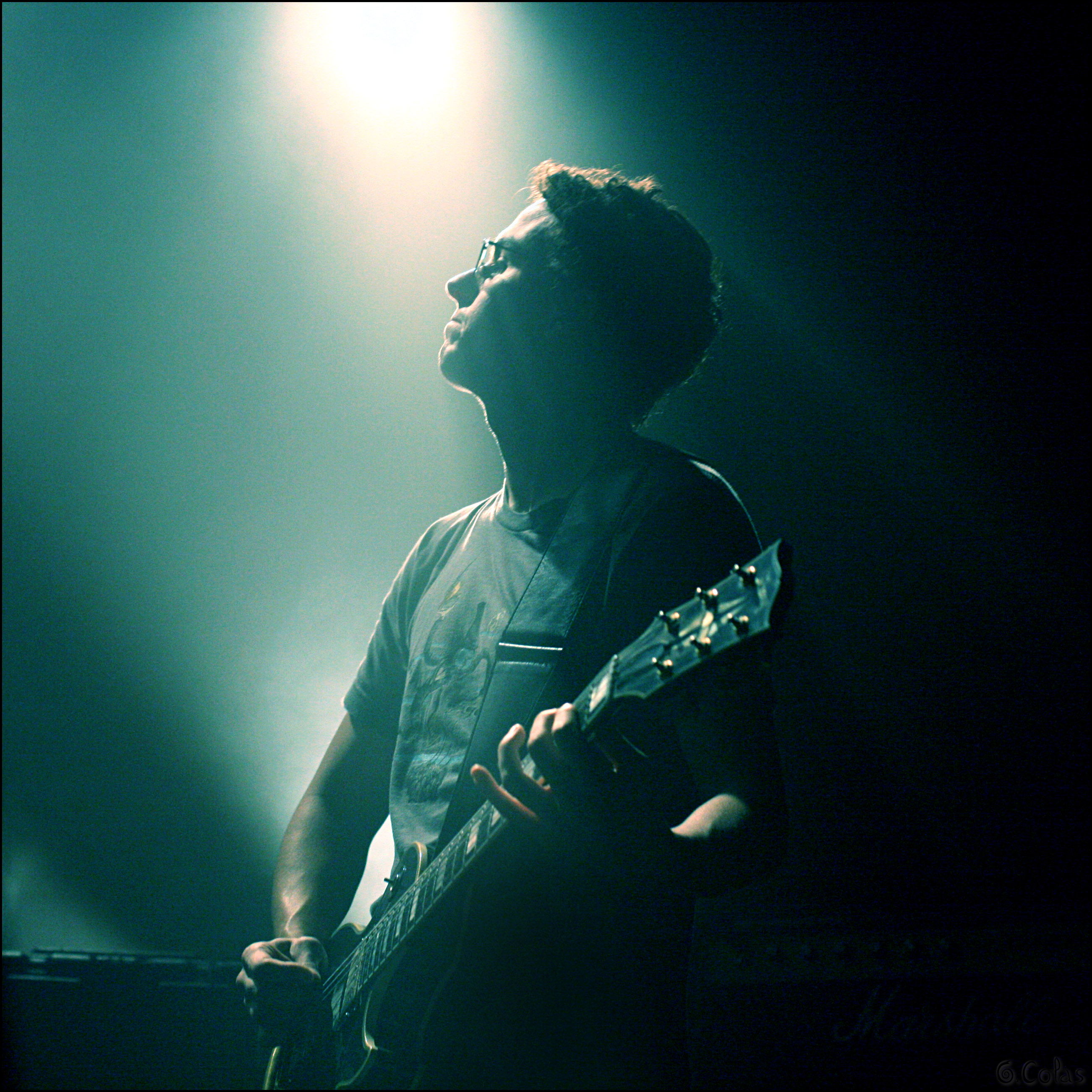
Julien.
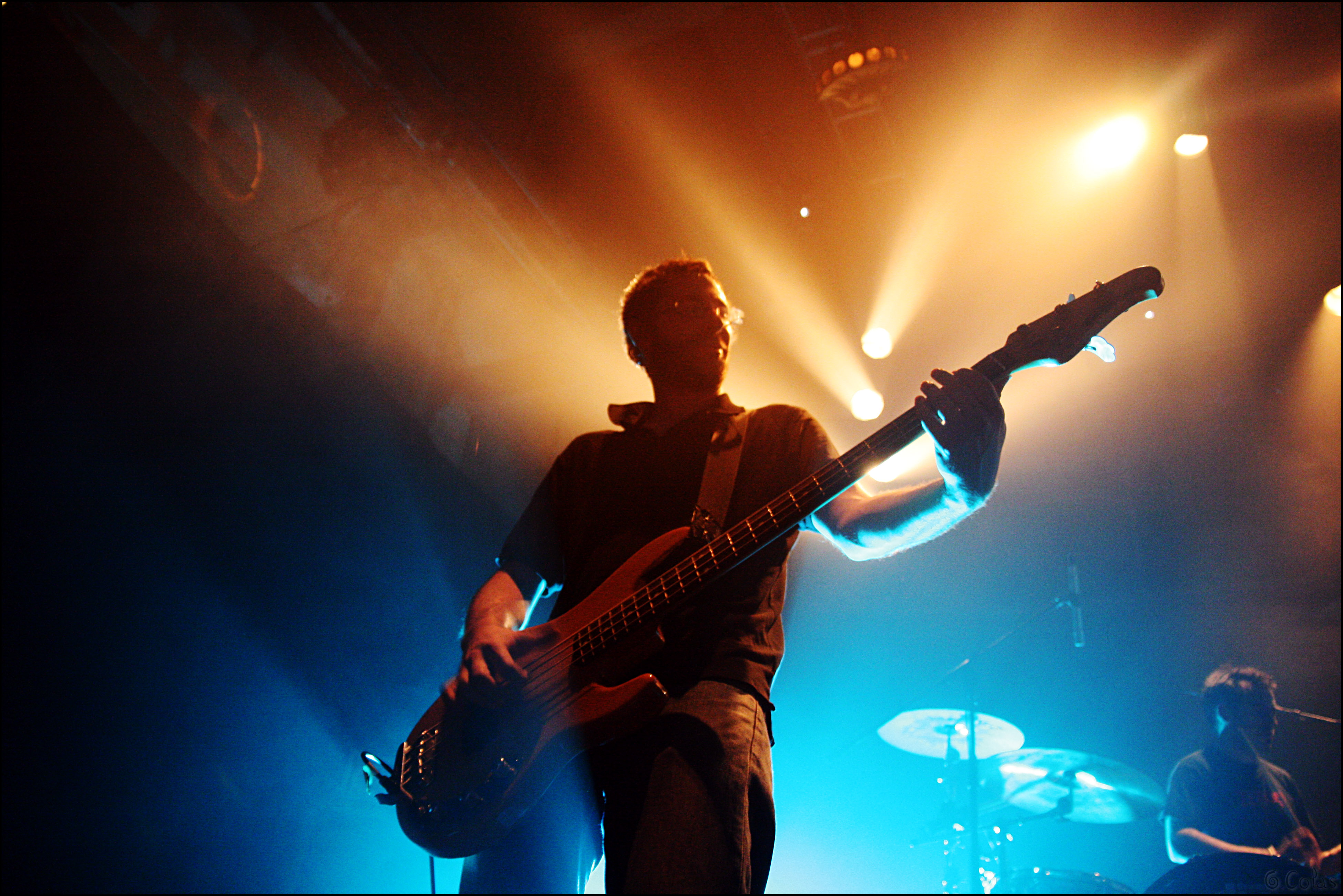
Fred.
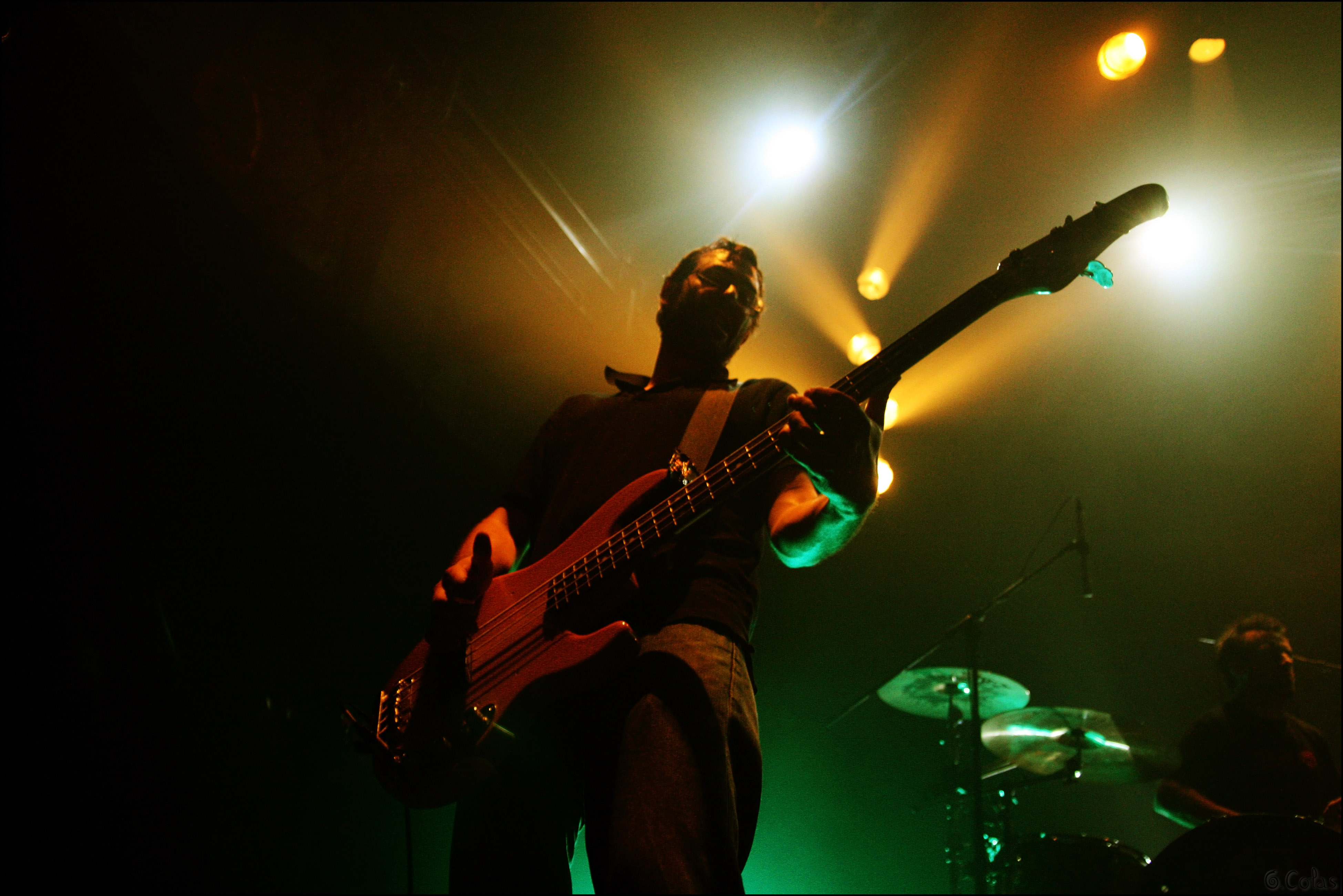
Fred.
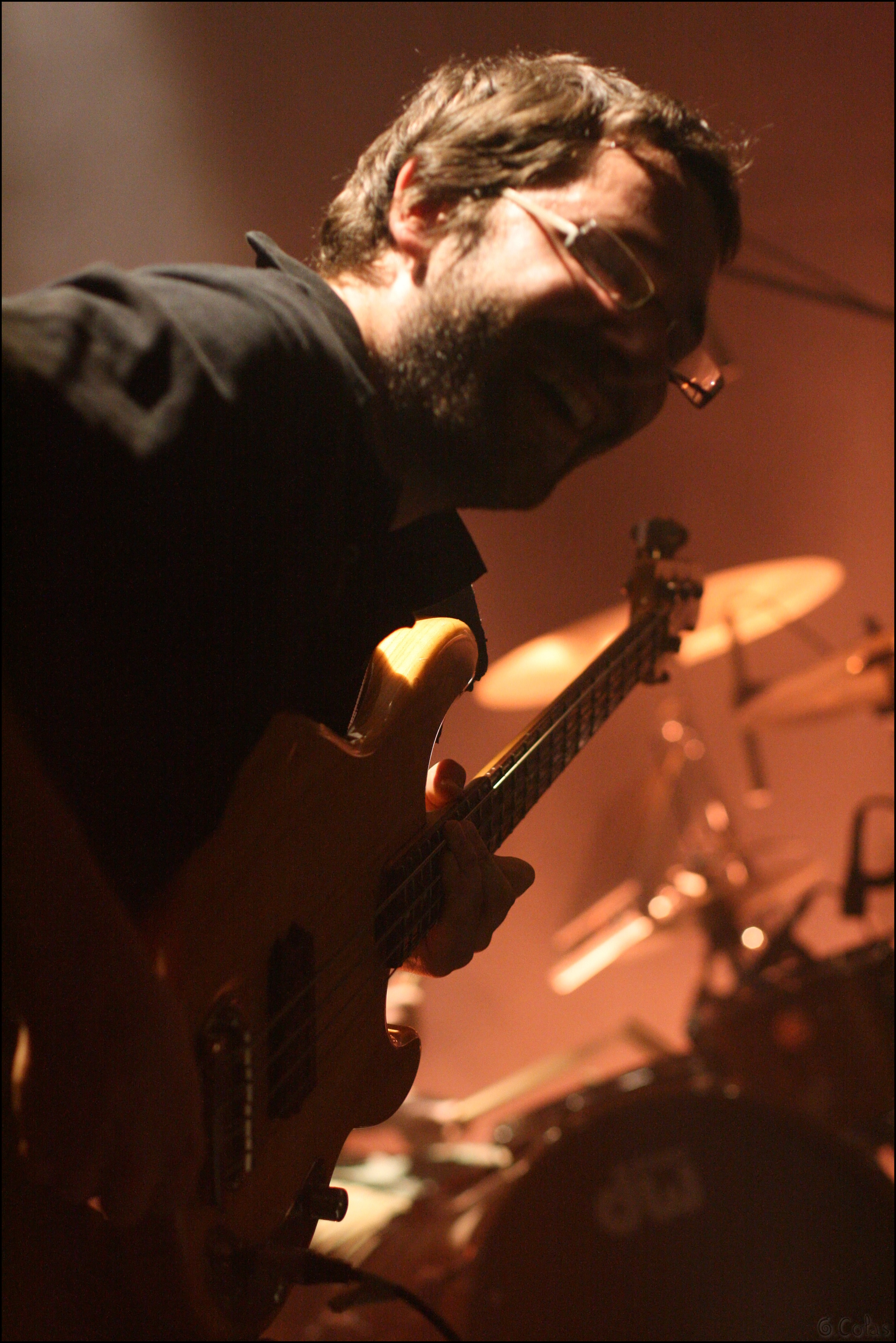
Fred.
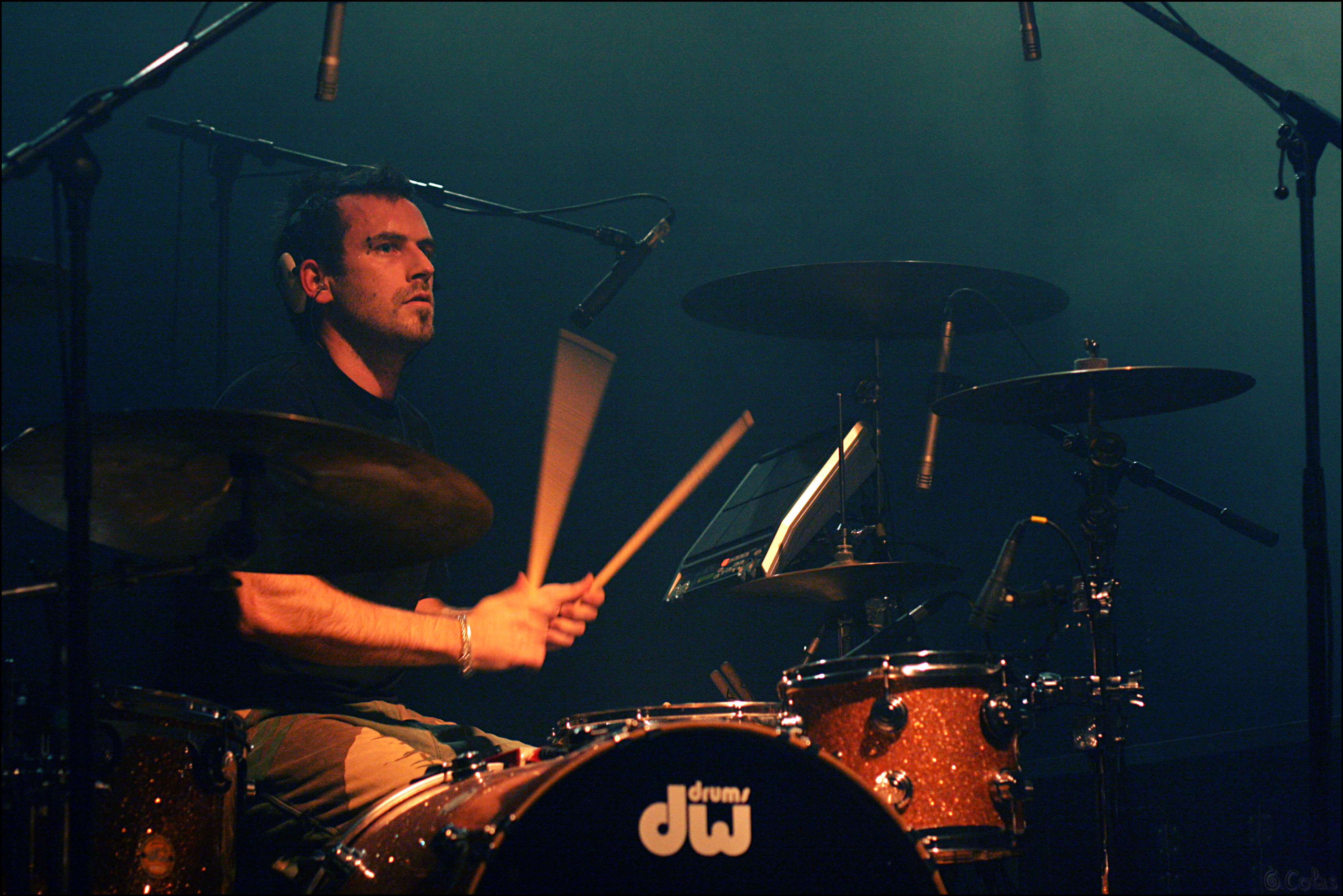
Romain.
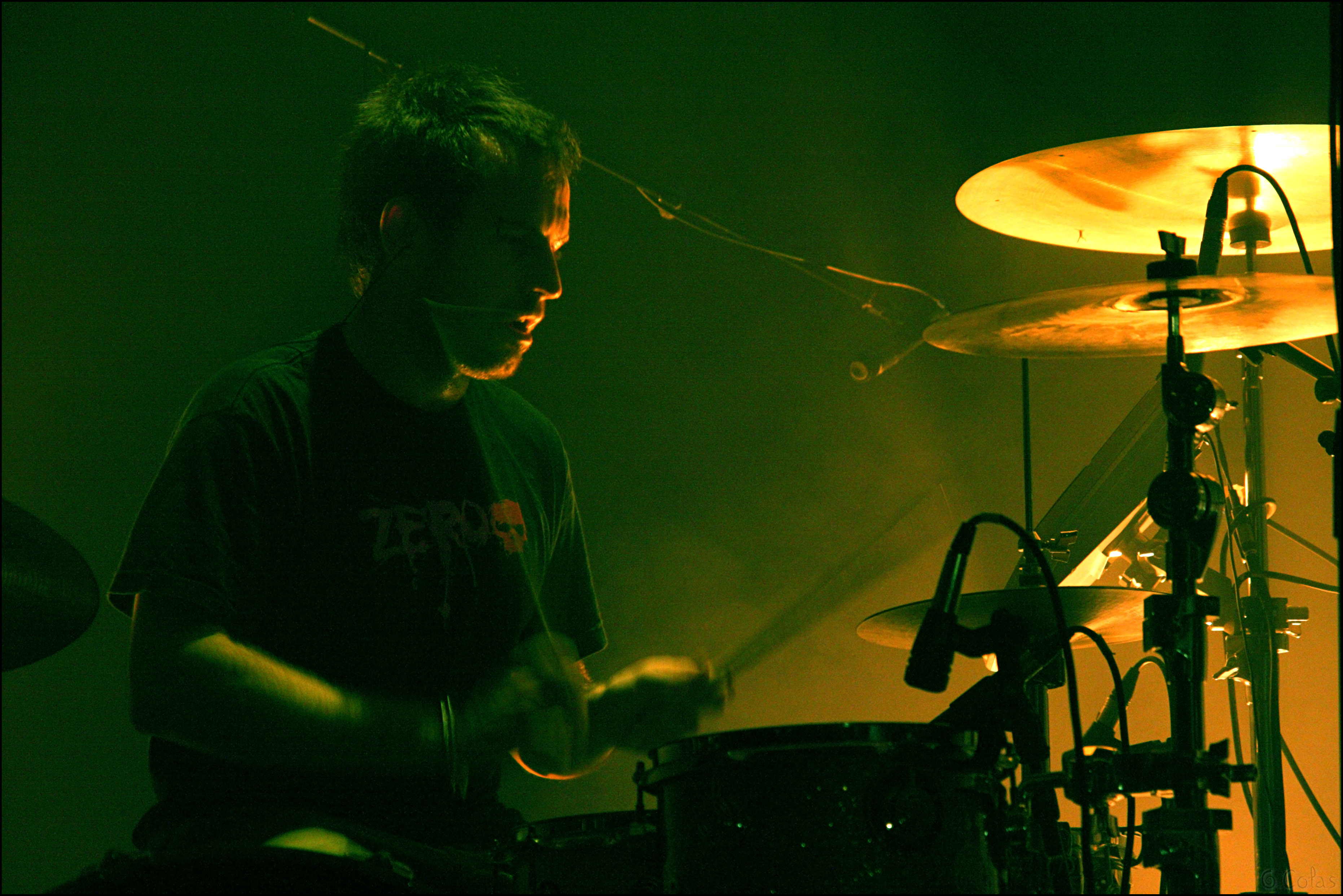
Romain.
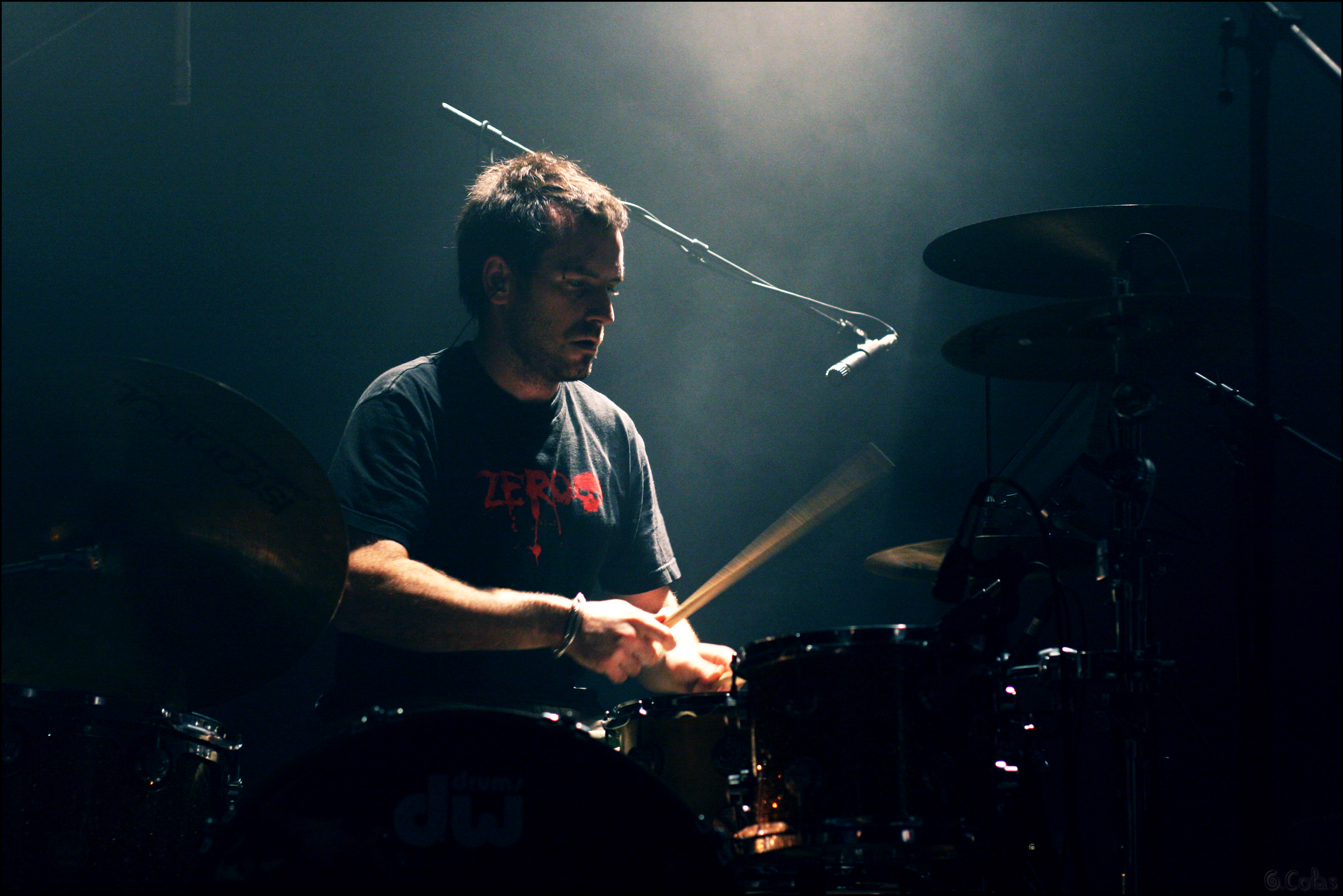
Romain.
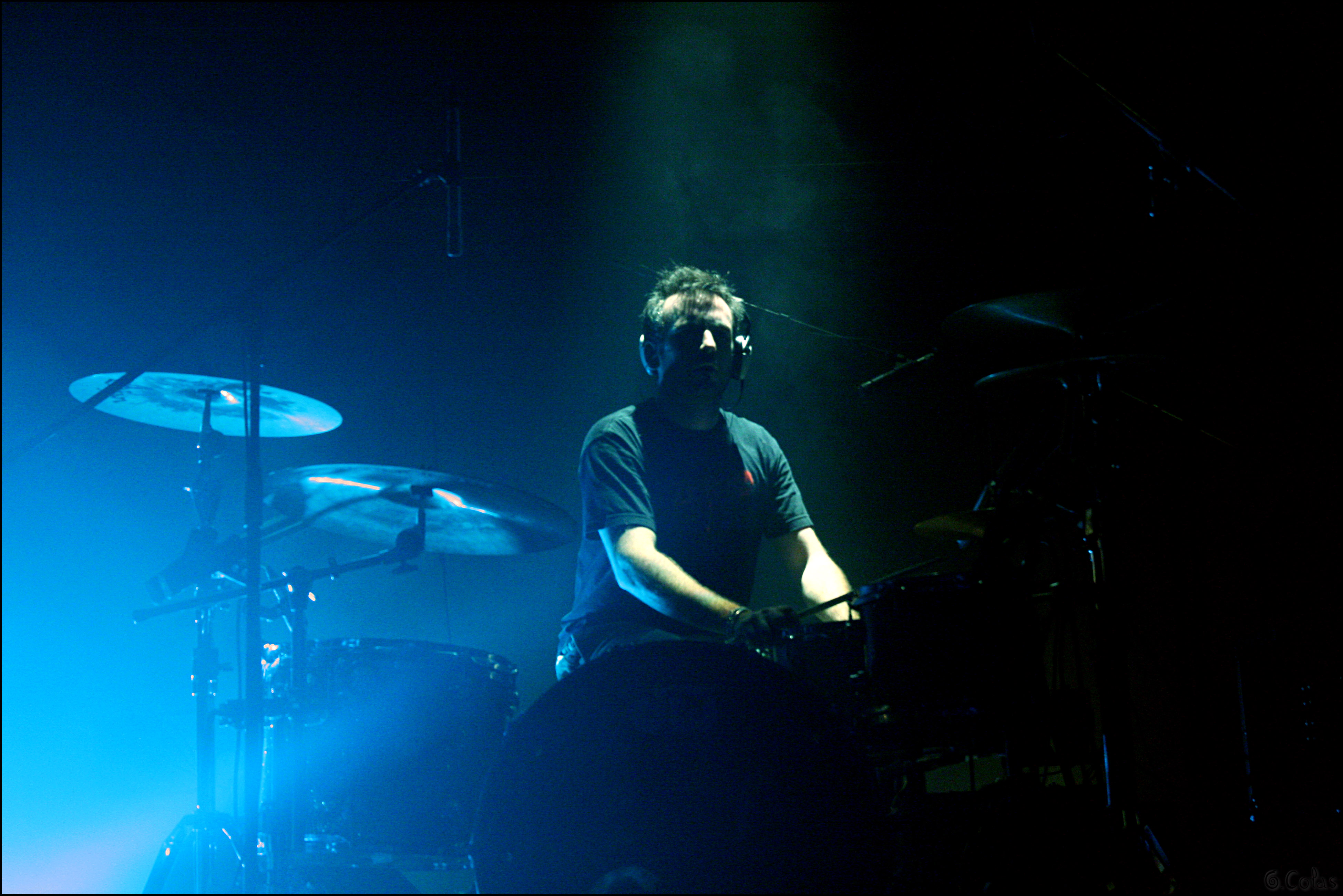
Romain.